# Ignacio Zaragoza (Ajacuba)
Ignacio Zaragoza es una localidad de México perteneciente al municipio de Ajacuba en el estado de Hidalgo.

## Geografía
Se encuentra en la región del Valle del Mezquital, a la localidad le corresponden las coordenadas geográficas 20° 07’ 48.873” de latitud norte y 99° 00’ 05.462” de longitud oeste, con una altitud de 2143 m s. n. m. Se encuentra a una distancia aproximada de 8.78 kilómetros al norte de la cabecera municipal, Ajacuba.
En cuanto a fisiografía se encuentra dentro de la provincia del Eje Neovolcánico dentro de la subprovincia de Llanuras y Sierras de Querétaro e Hidalgo; su terreno es de llanura. En lo que respecta a la hidrología se encuentra posicionado en la región Panuco, dentro de la cuenca del río Moctezuma, en la subcuenca del río Tula. Cuenta con un clima semiseco templado.

## Demografía
En 2020 registró una población de 635 personas, lo que corresponde al 3.36 % de la población municipal. De los cuales 300 son hombres y 335 son mujeres. Tiene 169 viviendas particulares habitadas.
| Gráfica de evolución demográfica de Ignacio Zaragoza entre 1940 y 2020                       |
|                                                                                              |
| Población de los censos y conteos del Instituto Nacional de Estadística y Geografía (INEGI). |

## Economía
La localidad tiene un grado de marginación medio y un grado de rezago social muy bajo.